# Cox's Orange Pippin

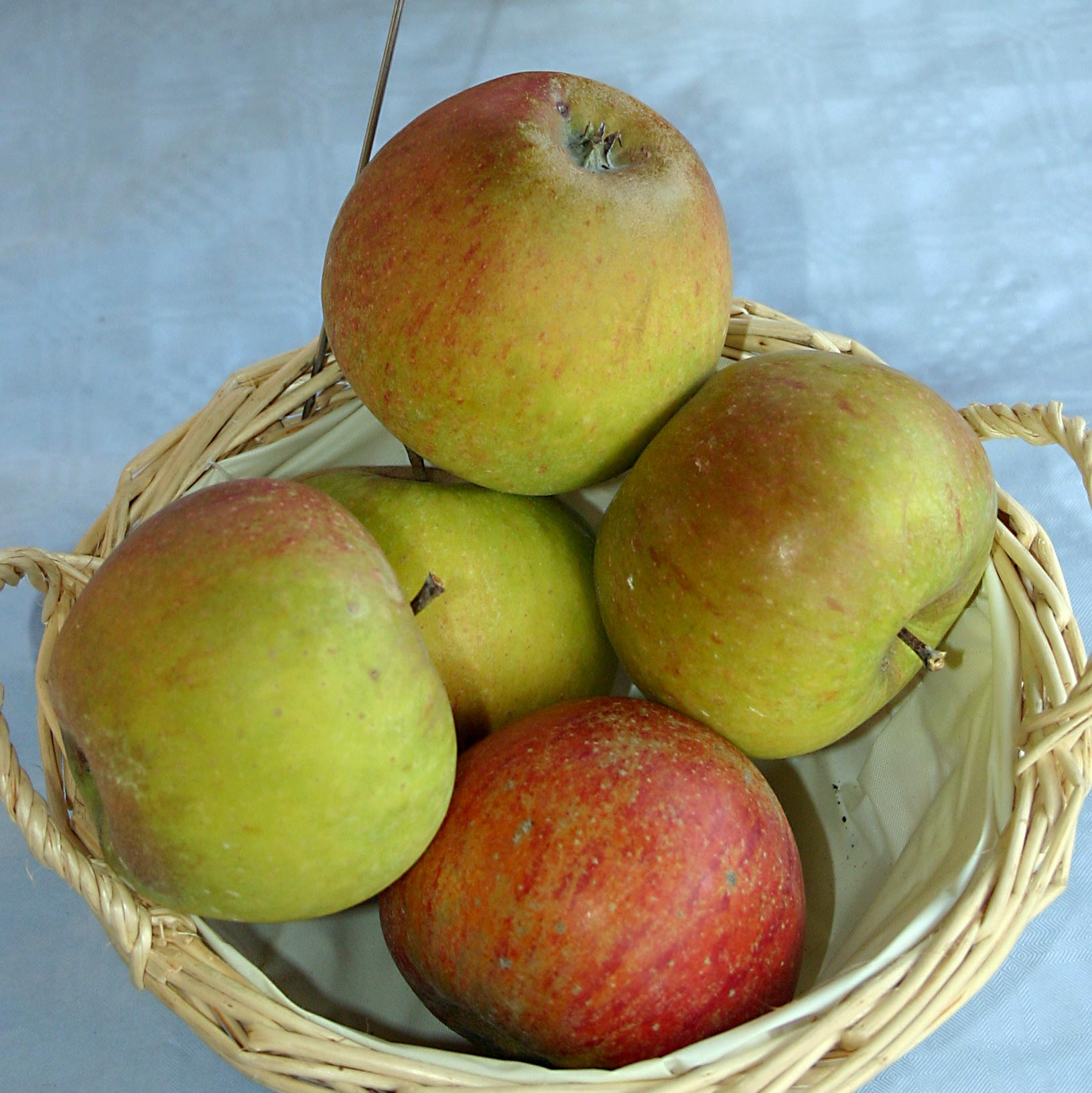

Cox's Orange Pippin, in spreektaal ook simpelweg cox genoemd, is een kleine, bleekgroene appel, die bij het rijper worden geelgroen met oranjerode blos en strepen kleurt. Van dit ras zijn vele kleurmutanten bekend.

## Beschrijving
Het ras is in Engeland gekweekt door kweker Richard Cox uit Slough, Buckinghamshire en werd in de handel gebracht door Charles Turner in 1850. Cox's Orange Pippin is ontstaan uit een kruising van Ribston Pippin (de mannelijke bestuiver is onbekend).
Cox's Orange Pippin kan geplukt worden vanaf half september tot begin oktober en kan onder speciale omstandigheden (ULO-bewaring) tot half april bewaard worden. Cox's Orange Pippin wordt geroemd om zijn goede smaak (sappig, zoet met een rijke en herkenbare smaak). De vruchten hebben een sterk eigen aroma, het zogenaamde Cox's-aroma. Het vruchtvlees is tamelijk vast. Cox's Orange Pippin kan voor het maken van appelsap gebruikt worden.
De appel leek jarenlang niet meer commercieel interessant en werd weinig geteeld, maar door de niet afnemende populariteit onder de consumenten maakt de appel tegenwoordig weer deel uit van het assortiment van de grotere supermarkten.

## Kleurmutanten
- Cox la Vera: meer rood gekleurd dan Cox's Orange Pippin
- Red Cox: helder tot donkerrood
- Queen Cox: meer rood gekleurd dan Cox's Orange Pippin
- Korallo: donkerrood

## Bijnamen
- Coxie
- Pipen

## Ziekten
Cox's Orange Pippin is vatbaar voor stambasisrot (Phytophthora cactorum) en zeer vatbaar voor vruchtboomkanker (Nectria galligena). Daarnaast is Cox's Orange Pippin tamelijk tot zeer vatbaar voor meeldauw (Podosphaera leucotricha), middelmatig vatbaar voor schurft (Venturia inaequalis) en vatbaar voor vruchtrot.